# Тёмная молния
Тёмная мо́лния — электрические разряды в земной атмосфере длительностью 0,2–3,5 мс, которые порождают частицы с энергией до 20 МэВ, являющиеся, по мнению исследователей, причиной временного выхода из строя датчиков спутников на низких околоземных орбитах. В отличие от обычных молний эти электрические разряды в атмосфере дают очень мало излучения в видимом спектральном диапазоне и практически незаметны в облачном слое.

## Природа явления
Согласно предлагаемой исследователями модели, в противоположность обычным молниям, когда перенос электрических зарядов либо с облака на землю, либо в другую часть облака производится медленными электронами, в тёмной молнии перенос заряда осуществляется высокоскоростными электронами. При их столкновениях с молекулами воздуха рождаются гамма-кванты, которые в свою очередь рождают электрон-позитронные пары. В свою очередь при столкновении позитронов с молекулами воздуха они аннигилируют и порождают новые гамма-кванты, которые регистрируются датчиками как гамма-вспышки земного происхождения, а также являются причиной временного выхода из строя датчиков на спутниках. Процесс разряда накопившейся электростатической энергии в атмосфере Земли с помощью «тёмных молний» происходит значительно быстрее, чем с помощью обычных молний.